# Fórmula de Laguerre
A fórmula de Laguerre (nomeada em homenagem a Edmond Laguerre) fornece o ângulo agudo {\displaystyle \phi } entre duas linhas reais adequadas, do seguinte modo:
{\displaystyle \phi =|{\frac {1}{2i}}\operatorname {Log} \operatorname {Cr} (I_{1},I_{2},P_{1},P_{2})|}
onde:
- {\displaystyle \operatorname {Log} } é o valor principal do logaritmo complexo[3][4][5]
- {\displaystyle \operatorname {Cr} } é a proporção cruzada de quatro pontos colineares[6][7]
- {\displaystyle P_{1}} e {\displaystyle P_{2}} são os pontos no infinito das linhas
- {\displaystyle I_{1}} e {\displaystyle I_{2}} são as interseções da cônica absoluta,[8][9][10] tendo equações {\displaystyle x_{0}=x_{1}^{2}+x_{2}^{2}+x_{3}^{2}=0}, with the line joining {\displaystyle P_{1}} e {\displaystyle P_{2}}.

A expressão entre barras verticais é um número real.
A fórmula de Laguerre pode ser útil na visão computacional, uma vez que a cônica absoluta tem uma imagem no plano retiniano que é invariante sob os deslocamentos da câmera, e a relação cruzada de quatro pontos colineares é a mesma para suas imagens no plano retiniano.